# Dornhan
Dornhan [ˈdɔrnhaːn] ist eine Kleinstadt im baden-württembergischen Landkreis Rottweil in Deutschland.

## Geographie

### Lage
Dornhan liegt auf einer Hochebene im Schwarzwaldvorland über den Tälern von Neckar und Glatt.
Nächstgelegene größere Städte sind Freudenstadt im Nordwesten, Rottweil und Oberndorf am Neckar im Südosten und Horb am Neckar im Nordosten. Das Stadtgebiet liegt in 450 bis 685 m ü. NN.

### Nachbargemeinden
Dornhan grenzt im Osten an Sulz am Neckar, im Süden an Oberndorf (beide Landkreis Rottweil), im Westen an Alpirsbach und Loßburg und im Norden an Glatten und Schopfloch (alle Landkreis Freudenstadt).

### Stadtgliederung
Zur Stadt Dornhan mit den Stadtteilen Bettenhausen, Busenweiler, Dornhan, Fürnsal, Leinstetten, Marschalkenzimmern und Weiden gehören neben der Stadt Dornhan 15 Dörfer, Weiler, Höfe und Häuser. Zum Stadtteil Busenweiler gehören das Dorf Busenweiler und der Weiler Aischfeld. Zum Stadtteil Dornhan gehören die Stadt Dornhan, die Weiler Dobel und Gundelshausen, die Höfe Friedrichshof und Oberhart und die Wohnplätze Brandeck und Braunhalden. Zum Stadtteil Fürnsal gehören das Dorf Fürnsal und der Wohnplatz Fürnsaler Sägmühle. Zum Stadtteil Leinstetten gehören das Dorf Leinstetten und der Weiler Kaltenhof. Zu den Stadtteilen Bettenhausen, Marschalkenzimmern und Weiden gehören jeweils nur die gleichnamigen Dörfer. Im Stadtteil Dornhan liegt die abgegangene Burg Brandeck und im Stadtteil Leinstetten liegt die Burgruine Lichtenfels.

### Schutzgebiete
Dornhan hat Anteile an mehreren Landschaftsschutzgebieten. Dies sind das Glatt-Tal und das Glatt- und Dobeltal, der Bettenberg und das Zitzmannsbrunnenbachtal, das Bechertal und das Mittlere Heimbachtal. Zudem hat die Stadt Anteile am FFH-Gebiet Wiesen und Heiden an Glatt und Mühlbach. Bis aus die Gemarkungen Weiden und Marschalkenzimmern gehört das gesamte Gemeindegebiet zum Naturpark Schwarzwald Mitte/Nord.

## Geschichte

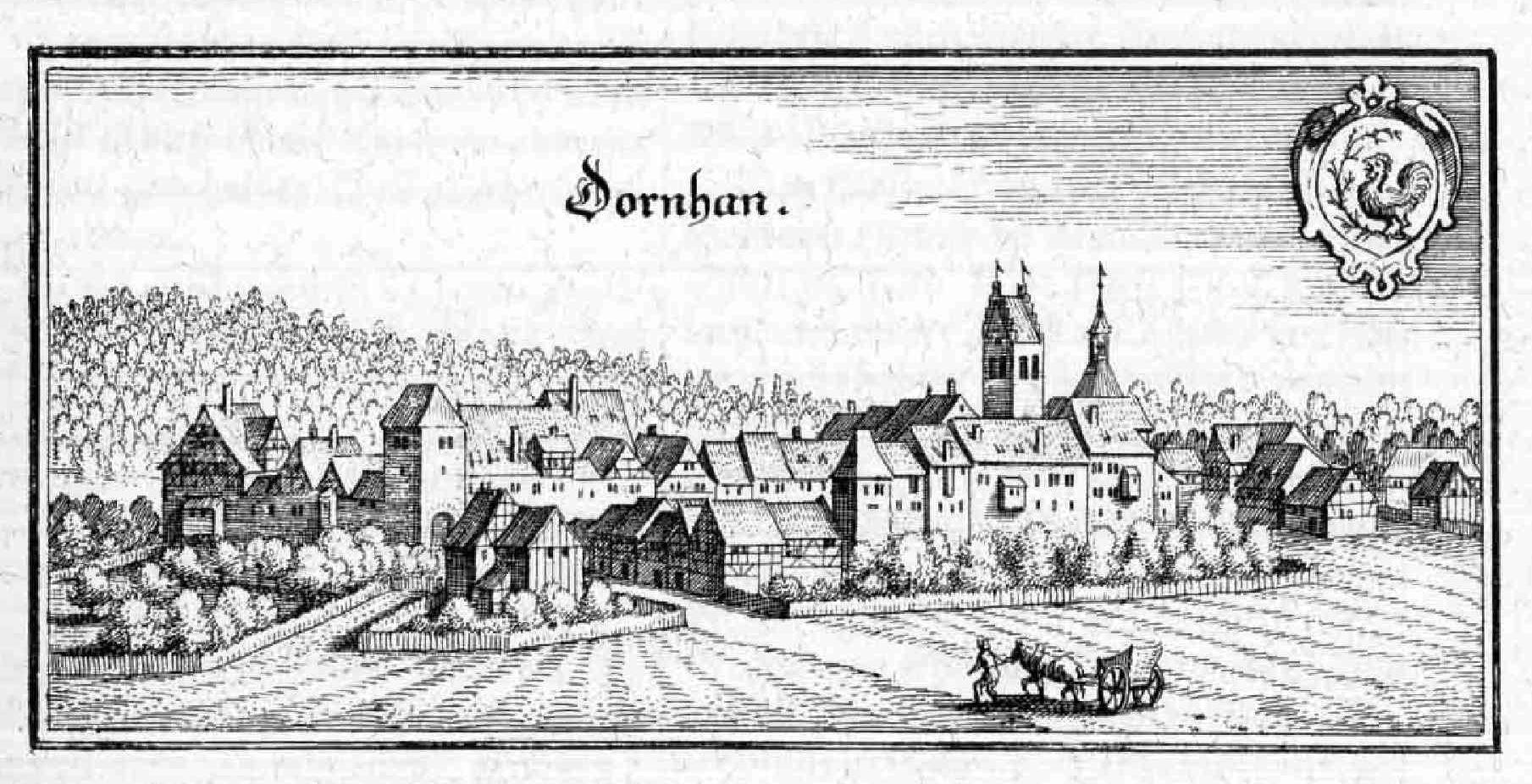
Dornhan – Ansicht aus der Topograhiae Sueviae von Matthäus Merian 1643/1656

Erstmals urkundlich erwähnt wird die Stadt Dornhan als „Turnheim“ im Jahre 777. Der genaue Zeitpunkt der Stadtwerdung ist unbekannt, doch steht fest, dass der Ort seit 1276 als „civitas“ (Stadt) bezeichnet wird.
Die Stadt Dornhan gehörte ursprünglich den Grafen von Sulz. 1095 erhielt das Kloster Alpirsbach durch Schenkung in Dornhan gelegene Güter. Das Kloster gewann im Laufe der Zeit immer mehr Einfluss in Dornhan und unterhielt einen Pflegehof zur Verwaltung des Besitzes. Der Abt des Klosters Alpirsbach ließ dreimal im Jahr ein Gericht in Dornhan abhalten, wobei er entweder persönlich und durch einen Stellvertreter den Vorsitz führte. Dem Kloster oblagen allerdings nur Fälle mit Niedergerichtsbarkeit, für die Blutgerichtsbarkeit waren die Herzöge von Teck zuständig, welche das erbliche Vogteirecht des Klosters besaßen. Wegen seiner hohen Schulden trat Herzog Friedrich von Teck 1380 das Vogteirecht an Graf Eberhard den Greiner und somit an Württemberg ab. Seit dieser Zeit übte ein württembergischer Schultheiß die Herrschaftsrechte aus. Mit der Reformation des Klosters Alpirsbach 1534 fiel Dornhan endgültig an Württemberg und war seither als Amt Dornhan bis 1807 Sitz eines württembergischen Vogts.
1807 kam Dornhan bei der Umsetzung der neuen Verwaltungsgliederung im Königreich Württemberg zunächst zum Oberamt Sulz, 1808 zum Oberamt Alpirsbach und 1810 erneut zum Oberamt Sulz.
Bei der Verwaltungsreform während der NS-Zeit in Württemberg gelangte Dornhan 1938 zum Landkreis Horb. Nach dem Zweiten Weltkrieg fiel die Stadt Dornhan in die Französische Besatzungszone und kam somit 1947 zum neu gegründeten Land Württemberg-Hohenzollern, welches 1952 im Land Baden-Württemberg aufging.
1973 erfolgte die Kreisreform in Baden-Württemberg, bei der Dornhan zum Landkreis Rottweil kam.
Die heutige Stadt wurde am 1. März 1972 durch Vereinigung der Stadt Dornhan mit den Gemeinden Bettenhausen, Fürnsal, Leinstetten und Marschalkenzimmern neu gebildet. Am 1. April 1974 wurde die bis dahin selbstständige Gemeinde Busenweiler eingemeindet. Die Eingemeindung von Weiden erfolgte am 1. Januar 1975.

## Politik

Denkmalplatz mit Pflugbräuhaus

### Gemeinderat
Die Kommunalwahl am 9. Juni 2024 brachte bei einer Wahlbeteiligung von 66,9 % (2019: 61,6 %) folgendes Ergebnis:
| Partei / Liste    | Stimmenanteil | Sitze    | Ergebnis 2019 | Ergebnis 2014 | Ergebnis 2009 |
| Wählervereinigung | 59,1 %        | 12 (± 0) | 63,6 %        | 66,1 %        | 63,3 %        |
| Bürgerliste       | 40,9 %        | 08 (+ 1) | 36,4 %        | 33,9 %        | 36,7 %        |

### Bürgermeister
Stadtschultheißen und Bürgermeister der Stadt Dornhan (seit 1276)
| - 1276: Konrad von Münsingen - 1308/24: Dietrich (von Dornhan) - 1416: Klaus Segher - 1420/25: Dietrich Wölfflin - 1430/55: Klaus Mörlin - 1457/62: Hans Schauber - 1466/78: Heinrich Eckhart - 1483/97: Walter Sprenger - 1506/18: Kaspar Schmid - 1521/33: Hans Hofer - 1534–1535: Martin Volland - 1535–1543: Berchtold Hagen - 1543–1565: Benedikt Schwenck - 1565–1571: Georg Hirschmann - 1571–1572: Hans Jakob Engelhardt - 1572–1578: David Fuchs - 1578–1580: Christoph Haan - 1580–1581: Christoph Dreher - 1581–1592: Christoph Beer - 1593–1604: Johann Hagdorn - 1604–1606: Hans Wilhelm Koch - 1604–1614: Hans Wolf Hagdorn - 1614–1623: Georg Sebastian Sattler - 1623–1631: Ernst Hellwer - 1631–1638: Johann Schwab - 1639–1640: Samuel Legeler - 1640–1650: Johann Springer | - 1651–1660: Josias Burger - 1660–1668: Johann Joachim Renner - 1668–1682: Ferdinand Heinrich Berblinger - 1682–1689: Johann Wolfgang Dietz - 1689–1695: Georg Friedrich Heß - 1695–1697: Johann Sebastian Speidel - 1697–1715: Veit Jakob Neuffer - 1715–1737: Johann Christoph Faber - 1737–1755: Veit Hensler - 1755–1761: Johann Christoph Wilhelm Donner - 1761–1795: Karl Ernst Seeger - 1796–1803: Matthäus Goelz - 1803–1806: Christoph Friedrich Sigel - 1808–1819: Jakob Bleibel - 1819–1826: Gottlieb Franz - 1826–1831: Andreas Bleibel - 1831–1833: Konrad Friedrich Wider, Amtsverweser - 1833–1848: Ferdinand Friedrich Hochstetter - 1848–1852: Johann Georg Knaus - 1852–1870: Ferdinand Friedrich Hochstetter (schon 1833–1848 Dornhaner Bürgermeister) - 1871–1878: Friedrich Wilhelm Albert Holzwarth - 1878–1919: Johann Georg Knaus - 1919–1946: Karl Morof - 1946–1948: Wilhelm Weißer - 1948–1972: Erich Blocher - 1973–2005: Günter Wößner - seit 2005: Markus Huber |

Am 7. November 2004 wurde Markus Huber mit 74 Prozent der Stimmen zum Bürgermeister ab 1. Februar 2005 gewählt. Der bisherige Amtsinhaber Günter Wößner trat bei der Wahl nicht mehr an.
Bei den Wahlen im November 2012 sowie im November 2020 wurde Markus Huber als Bürgermeister bestätigt.

### Wappen
| Dornhan | Blasonierung: „In Gold auf einem schwarzen Dornzweig ein roter Hahn“ |
| Dornhan |                                                                      |

Bis zur Eingemeindung führten die anderen Stadtteile eigene Wappen:

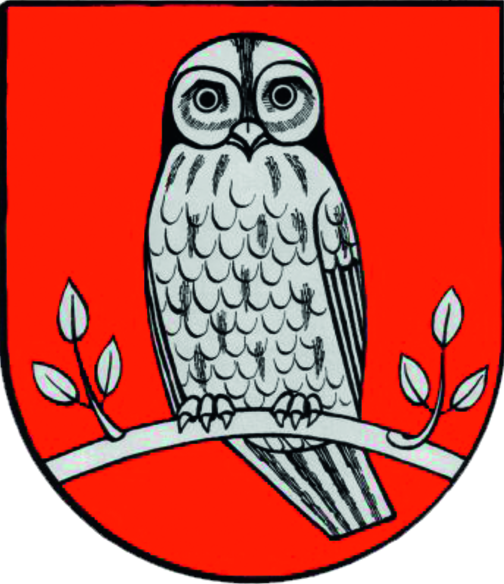
Bettenhausen In Rot ein auf einem durchgehenden belaubten silbernen (weißen) Zweig sitzender silberner (weißer) Waldkauz
Busenweiler In Blau ein silbernes (weißes) Haus mit Glockentürmchen, oben links ein sechsstrahliger silberner (weißer) Stern
Fürnsal Geteiltes Schild, oben in blau mit drei silbernen (weißen) Sternen, diagonaler silberner (weißer) Streifen und unten grün
Leinstetten In geteiltem Schild oben in Silber (Weiß) drei grün bestielte und grün besamte Blüten der Leinpflanze nebeneinander, unten in Rot ein silberner (weißer) Zickzackbalken
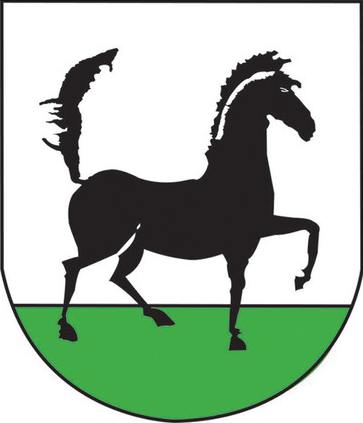
Marschalkenzimmern In Silber (Weiß) auf grünem Boden ein linkshin schreitendes schwarzes Pferd
Weiden In Rot eine bewurzelte silberne (weiße) Weide, deren Stamm von zwei goldenen (gelben) Rosen begleitet ist
Gundelshausen In Silber (weiß) aus einem grünen, mit goldenem (gelbem) lateinischen Großbuchstaben G belegten Dreiberg wachsend ein schwarzer Abtsstab.

### Städtepartnerschaften
Seit 1994 unterhält Dornhan partnerschaftliche Beziehungen zur französischen Gemeinde Pont-de-Vaux in der Region Auvergne-Rhône-Alpes.

## Kultur und Sehenswürdigkeiten

Minnesängerdenkmal

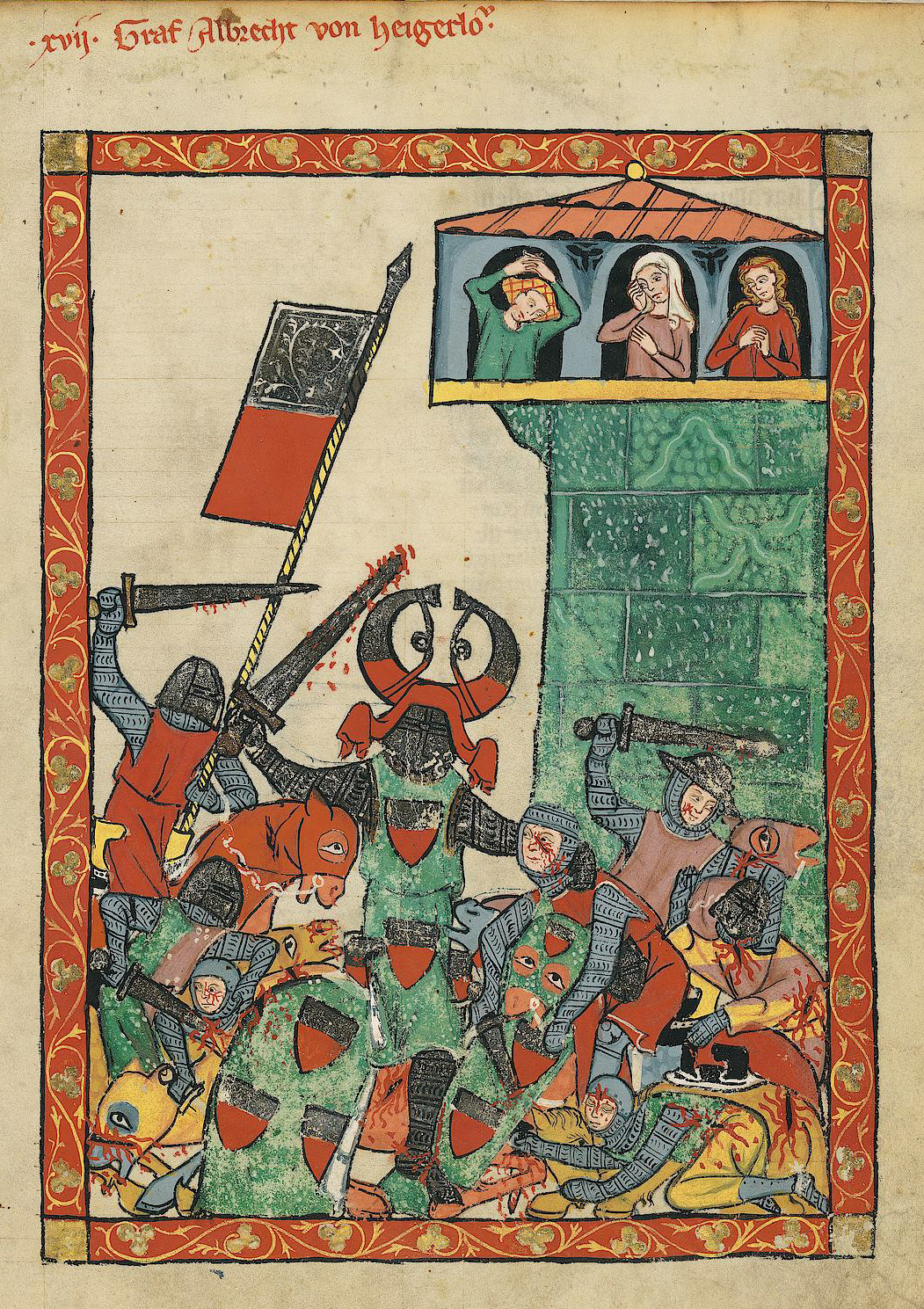
Codex Manesse Albrecht von Haigerloch

Im Zitzmannsbrunnenbachtal (auch Bettenhauser Tal genannt) zwischen Dornhan und Bettenhausen befindet sich das sogenannte Wasserhäusle, eine vollständig erhaltene Pumpstation aus dem Jahre 1889 die Ursprung und Teil der Dornhaner Wasserversorgung war.
In Bettenhausen ist außerdem das Bildnis vom auferstandenen Christus in der Kirche St. Konrad zu sehen, das Hans Marx von Bubenhofen im Jahr 1596 stiftete. Das Allianzwappen des Stifterehepaars und die Wappen der Vorfahren geben den Rahmen des Gemäldes.
Auf der Gemeindegemarkung befinden sich die Ruinen der Burg Lichtenfels, der Burg Brandeck, das Schloss Leinstetten und der von der Burg Leinstetten erhaltene Turmhügel mit Kellern.
In Leinstetten erinnert das Minnesängerdenkmal an Graf Albrecht von Hohenberg (Haigerloch), der in der Schlacht bei Leinstetten am 17. April 1298 fiel. Albrecht von Hohenberg ist im Codex Manesse im Kampf abgebildet. Dort sind die einzigen zwei von ihm überlieferten Strophen erhalten. Die Grablege für Graf Albrecht II von Hohenberg und seine zweite Gattin Margareta von Fürstenberg befindet sich im Kloster Kirchberg bei Sulz am Neckar.
Im Ortsteil Weiden stehen eine Kirche aus dem 15. Jahrhundert und das Geburtshaus Hermann Römpps sowie die Grundschule, welche bereits über 100 Jahre alt ist.

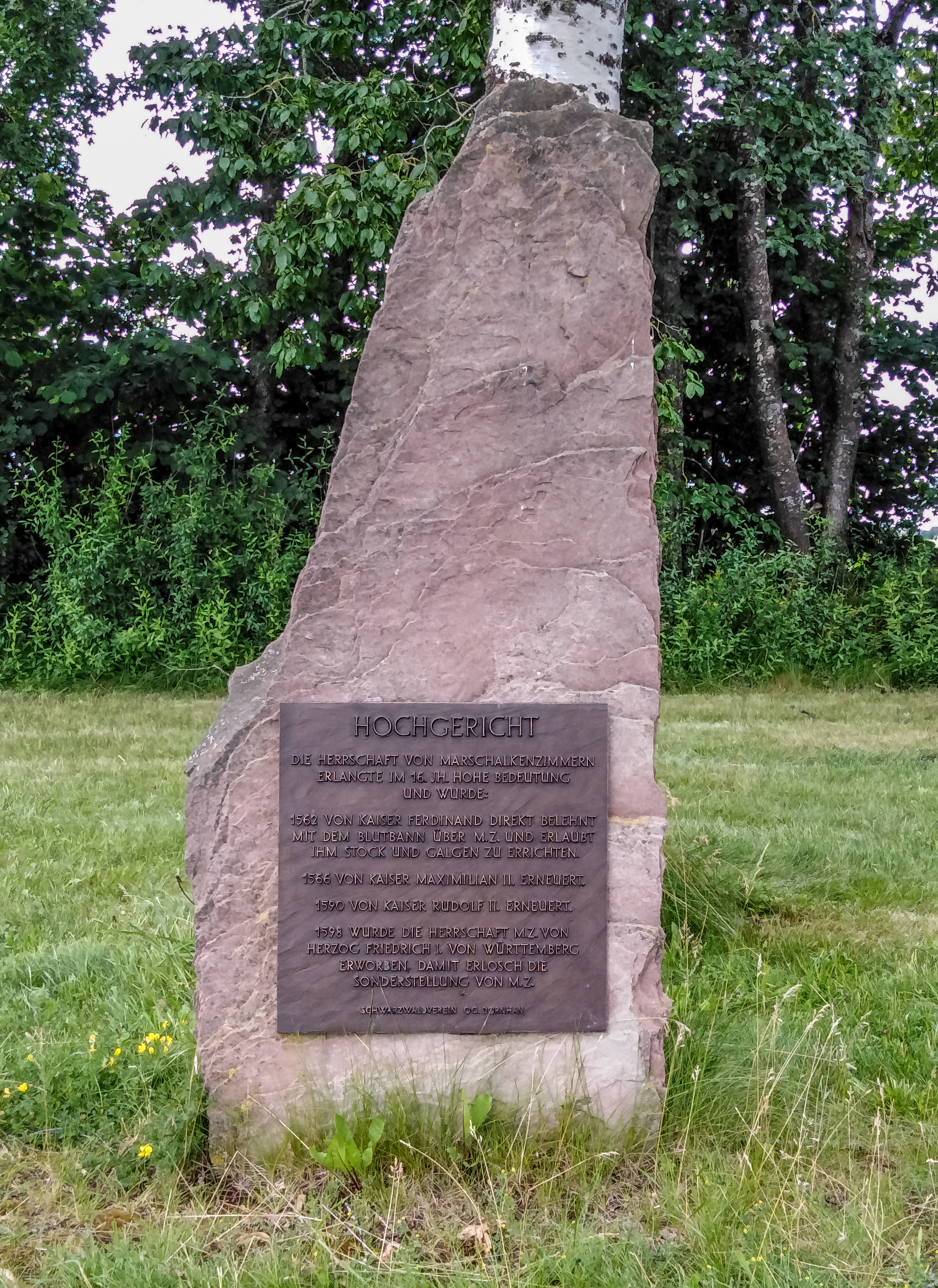
Hochgerichtsstätte Marschalkenzimmern (Denkmal 2008)

In Marschalkenzimmern befindet sich das Wohnhaus des Historiographen der Landesgeschichtsschreibung, Friedrich August Köhler.
An der Ortsausfahrt südlich von Marschalkenzimmern – Richtung Hochmössingen – wird auf das Denkmal zur Erinnerung an die Hochgerichtsstätte hingewiesen. Der Kaiser hatte als Lehensherr der Landgrafschaft Stühlingen den jeweiligen adligen Lehensnehmer mit dem Blutbann belehnt. Es durfte „Stock und Galgen“ errichten. 1639 bis 1805 waren die Fürstenberger Oberlehensgeber.
Die Lehnsträger wechselten häufig, bis 1598 Herzog Friedrich von Württemberg das Lehen kaufte. Die Ortsrechte besaßen seit 1613 die Herren von Anweil. Bei deren Aussterben 1664 wurde der Ort dem württembergischen Kammerschreibereigut einverleibt. 1710 belehnte Herzog Eberhard Ludwig den Bruder seiner Mätresse, Oberhofmarschall Friedrich Wilhelm von Grävenitz, mit Schloss und Dorf. Beim Sturz der Mätresse, Wilhelmine von Grävenitz (1733), wurde das Lehen wieder eingezogen und blieb bis 1807 Kammerschreibereigut.

## Wirtschaft und Infrastruktur

### Bildung
Im Schulzentrum Dornhans gibt es eine Grund- sowie eine Realschule. In den Stadtteilen Leinstetten, Marschalkenzimmern und Weiden befindet sich jeweils eine Grundschule. Gymnasien und weiterführende Schulen gibt in den nahe gelegenen Städten Oberndorf und Sulz.

### Elektrizitätsversorgung
Im Ortsteil Bettenhausen im Glatttal befindet sich ein aus dem Heimbach-Stausee bei Loßburg-Sterneck gespeistes Wasserkraftwerk, das ursprünglich auch als Pumpspeicherkraftwerk betrieben wurde.

## Persönlichkeiten

### Ehrenbürger
- Günter Wößner (* 1941), von 1973 bis 2005 Bürgermeister der Stadt Dornhan[11]

### Söhne und Töchter der Stadt
- Adam Wagner (unbekannt–1594), geboren auf der Burg Lichtenfels, Bildhauer
- Johann Gottlob Christoph von Seeger (1767–1835), württembergischer Oberamtmann, Landtagsabgeordneter
- Friedrich August Köhler (1768–1844), Pfarrer in Marschalkenzimmern, Verfasser topografisch-historischer Schriften
- Wilhelm Friedrich Wagner (1802–1882), Großkaufmann in Odessa
- Edmund von Sigel (1805–1866), evangelischer Theologe, Generalsuperintendent von Heilbronn
- John Buehler, ehem. Johann Bühler (1831–1899), Direktor der Staatsbank Chicago und Senator des Staates Illinois
- Hans Holzwarth (1877–1953), Gasturbinen-Erfinder
- Hermann Römpp (1901–1964), geboren im Ortsteil Weiden, Chemiker und wissenschaftlicher Autor
- Anton Reinhardt (1927–1945), geboren in Weiden, Opfer des NS-Regimes[12]
- Klaus Graf (* 1969), Rennfahrer

### Persönlichkeiten, die vor Ort wirkten
- Franz Joseph Valentin Dominik Maurer (1795–1874), Alttestamentler, Hebraist und Geistlicher, von 1856 bis 1863 Pfarrer von Marschalkenzimmern